# Транги
Трангите (Atractoscion) са род актиноптери от семейство Минокопови (Sciaenidae).
Таксонът е описан за пръв път от Тиъдър Гил през 1880 година.

## Видове
- Atractoscion aequidens – Горбил джилбек
- Atractoscion atelodus
- Atractoscion macrolepis
- Atractoscion microlepis
- Atractoscion nobilis